# Place de la Concorde
Place de la Concorde (pl. Plac Zgody) – duży (liczący 8,64 hektara powierzchni) plac w centrum Paryża, położony między Polami Elizejskimi a Ogrodami Tuileries.

## Historia placu
Plac zbudowano w latach 1755-1775 według projektu Ange-Jacques’a Gabriela. Na jego środku ustawiono pomnik Ludwika XV, a sam plac otrzymał jego imię (Place Louis XV). W czasach rewolucji francuskiej (1789-1799) usunięto pomnik króla, przemianowując nazwę na Place de la Révolution, a na placu ustawiono gilotynę. Swoje stałe miejsce gilotyna znalazła przy wejściu do Ogrodów Tuileries. Tu pozbawiła życia ponad 1300 osób. Między innymi w 1793 roku ścięto na placu króla Ludwika XVI oraz królową Marię Antoninę.

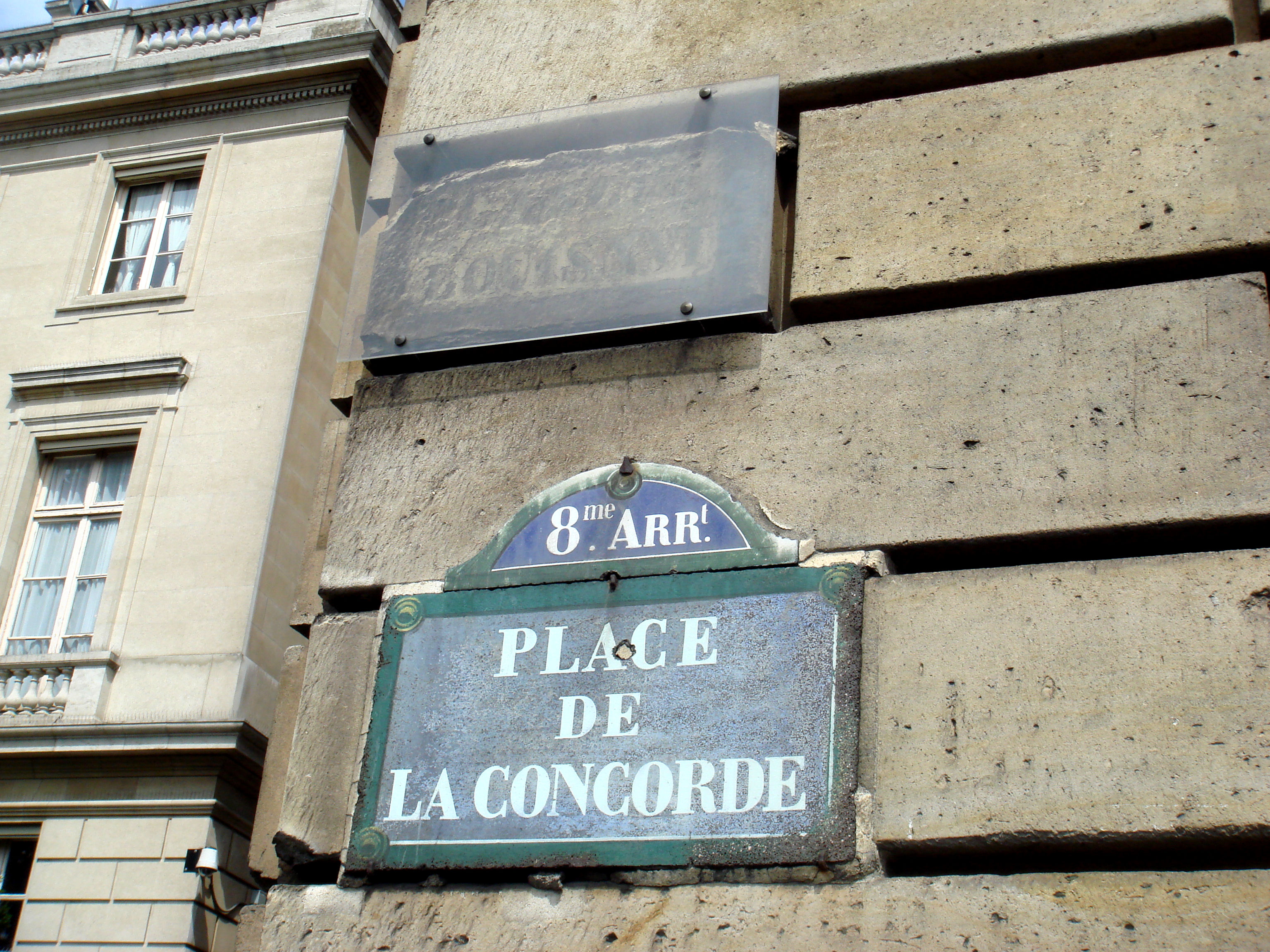
Historyczna tablica Place Louis XVI nad współczesną nazwą

Współczesną nazwę nadano placowi po rewolucji francuskiej, mając nadzieję, że czasy krwawego terroru nigdy nie wrócą. Zmieniała się ona jeszcze trzykrotnie: po restauracji Burbonów przywrócono pierwotną nazwę, a w 1826 roku zmieniono na Place Louis XVI. Dopiero po rewolucji lipcowej (1830 rok) powróciła nazwa nadana w 1795 roku.

## Architektura
W centralnej części placu znajduje się egipski obelisk z Luksoru, podarowany w 1831 roku przez kedywa (wicekróla) Egiptu, Muhammada Alego. Obelisk ma ponad 3300 lat i pochodzi ze świątyni w Luksorze. Waży 230 ton i mierzy 23 metry wysokości.
Na placu znajdują się również dwie duże, ozdobione rzeźbami z brązu fontanny: Fontanna Rzek i Fontanna Mórz pochodzące z okresu przebudowy placu w latach 30. XIX wieku.
W narożnikach placu znajduje się osiem kobiecych posągów będących personifikacjami głównych miast francuskich. Ludwika XVI ścięto koło posągu Brestu. Przy placu znajduje się Ministerstwo Marynarki (Hotel de la Marine), ekskluzywne hotele, m.in. Hôtel de Crillon, ulubione miejsce pobytu cesarzowej Eugenii w czasie jej odwiedzin w Paryżu po 1880 roku, a także siedziba Fédération Internationale de l’Automobile.